# Boulevard de Beauséjour
Pour les articles homonymes, voir Beauséjour.
Le boulevard de Beauséjour est une voie du 16e arrondissement de Paris, en France.

## Situation et accès
Le boulevard de Beauséjour est une voie publique à sens unique située dans le 16e arrondissement de Paris. Il débute au carrefour de la chaussée de la Muette, du boulevard Émile-Augier et de la rue d'Andigné et se termine au 102, rue de l'Assomption pour être continué par le boulevard de Montmorency. Au no 7, le boulevard de Beauséjour permet d'accéder à la villa de Beauséjour.
Il est situé près de la station de métro La Muette, desservie par la ligne 9.

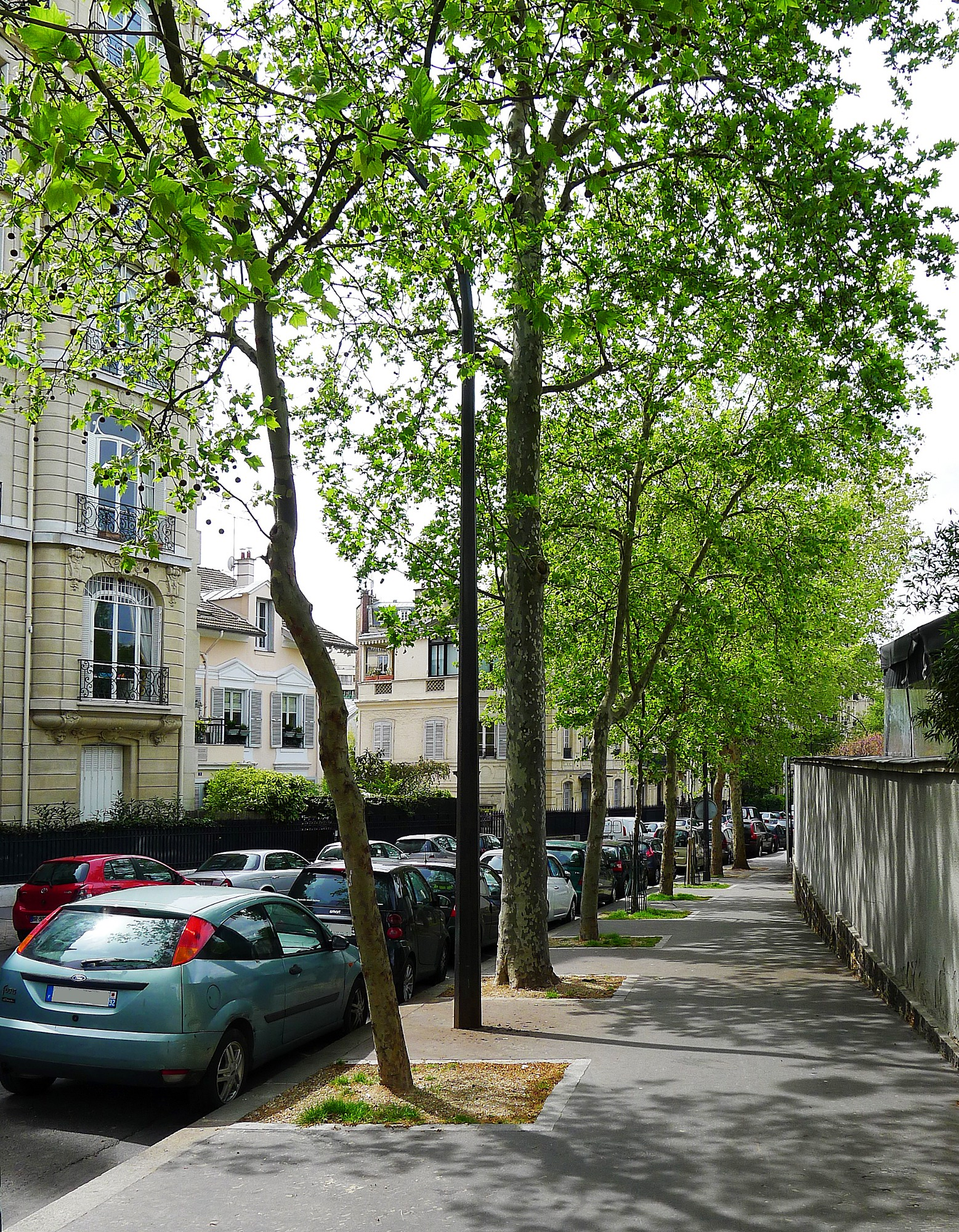
À proximité de la chaussée de la Muette.
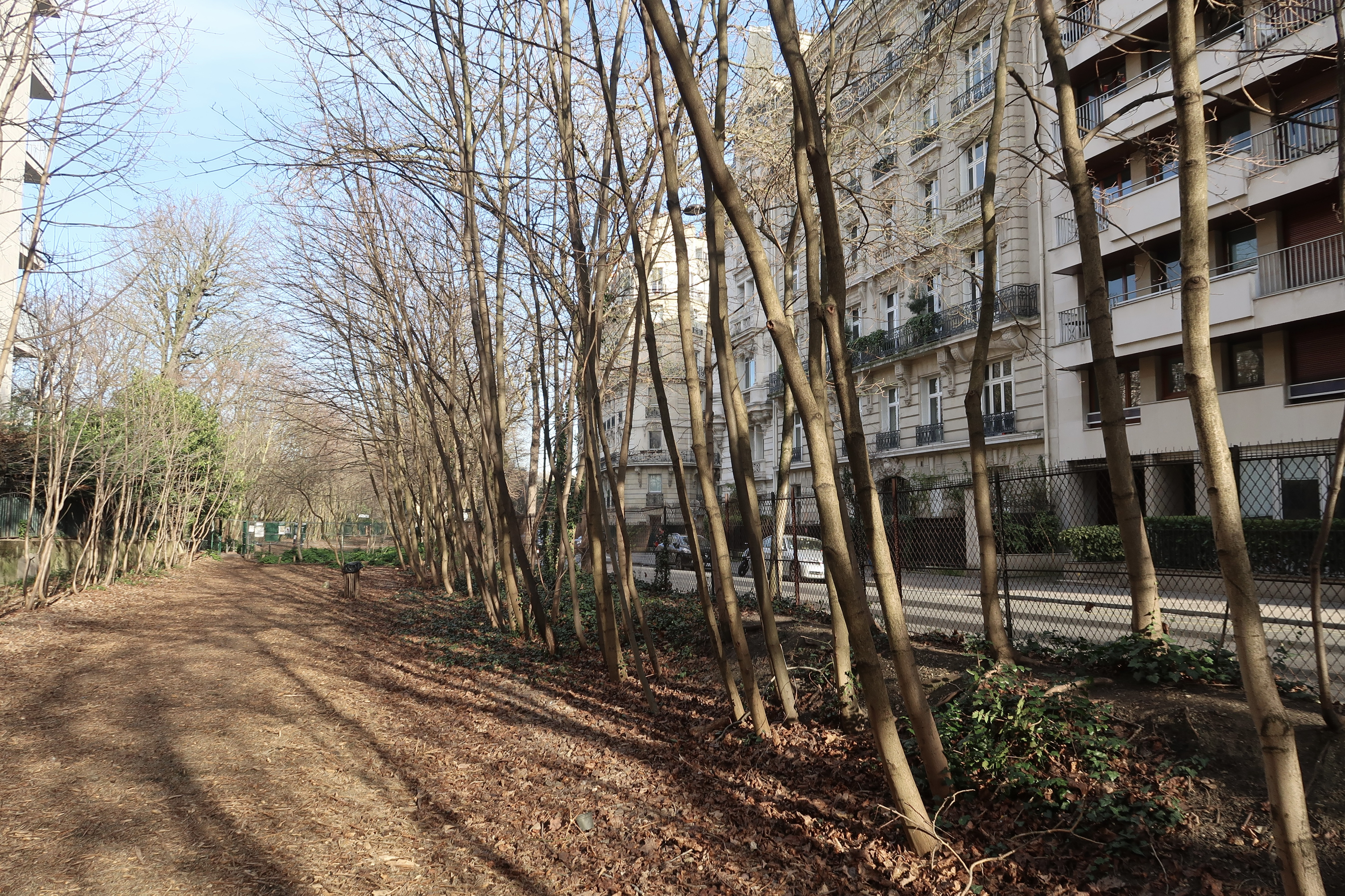
La Petite Ceinture du 16e longe le boulevard.
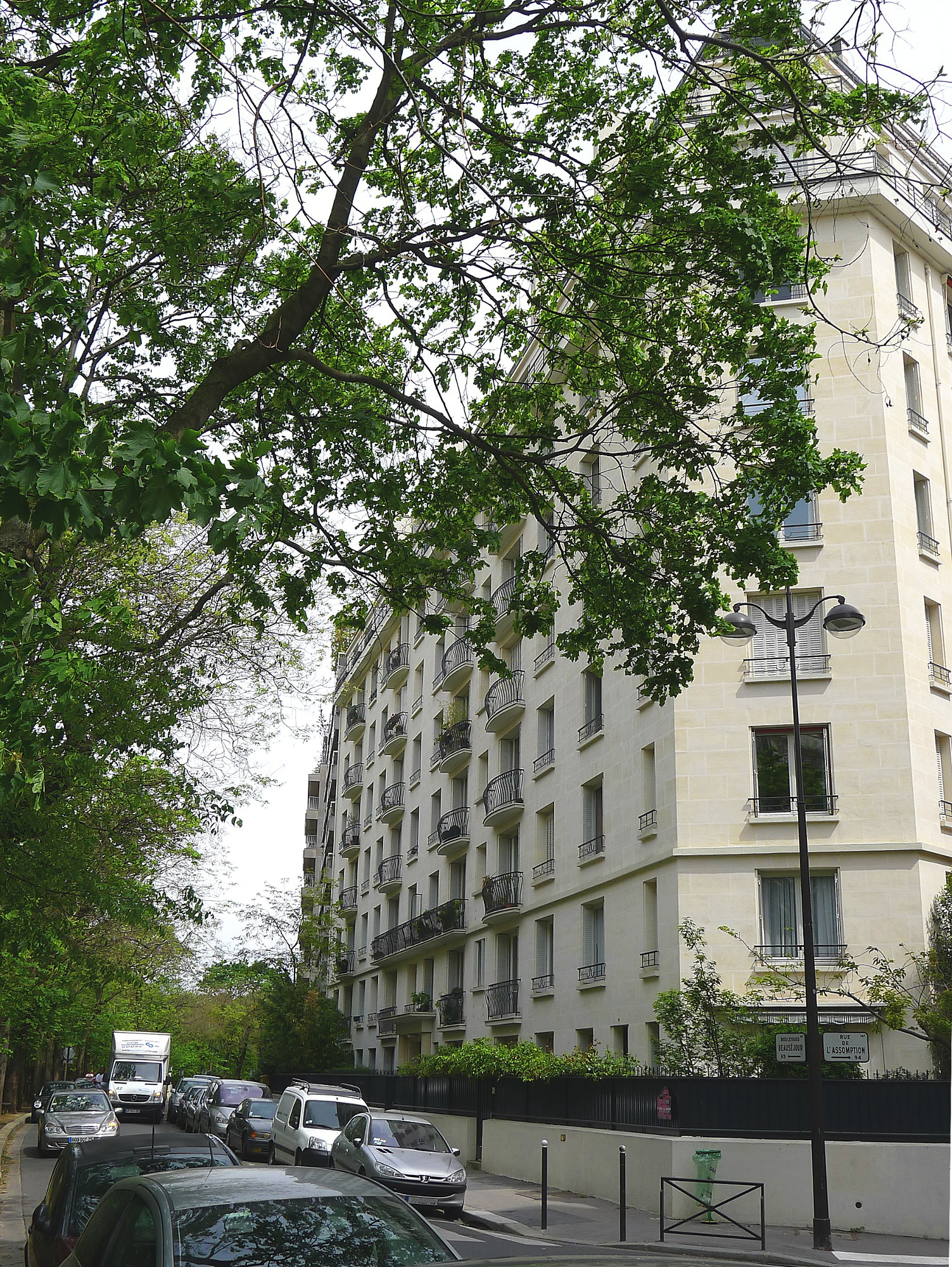
À proximité de la rue de l'Assomption.
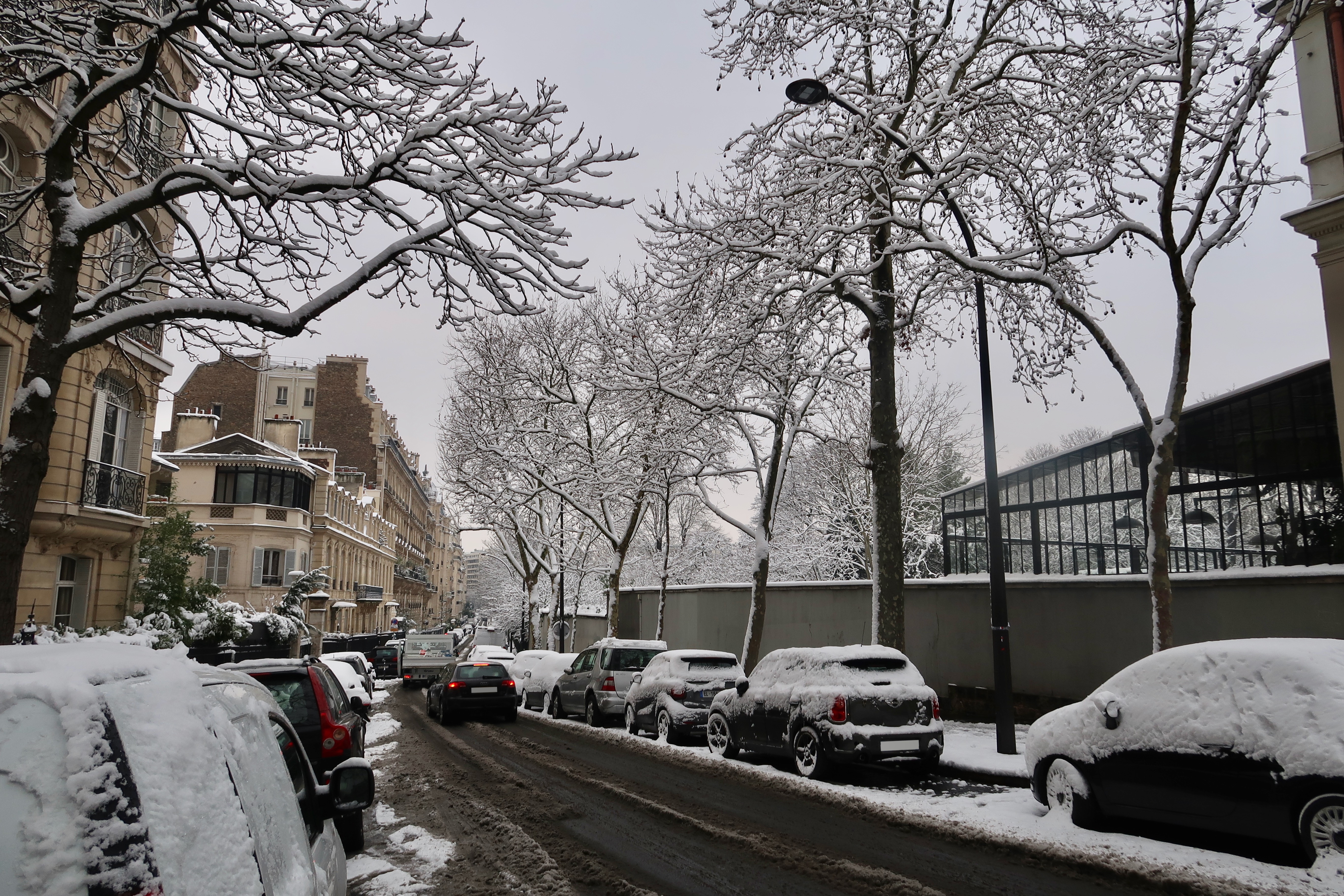
Sous la neige.

## Origine du nom

Plan de l'actuel jardin du Ranelagh. Le boulevard est au sud ; la Petite Ceinture du 16e le longe sur son pourtour nord.

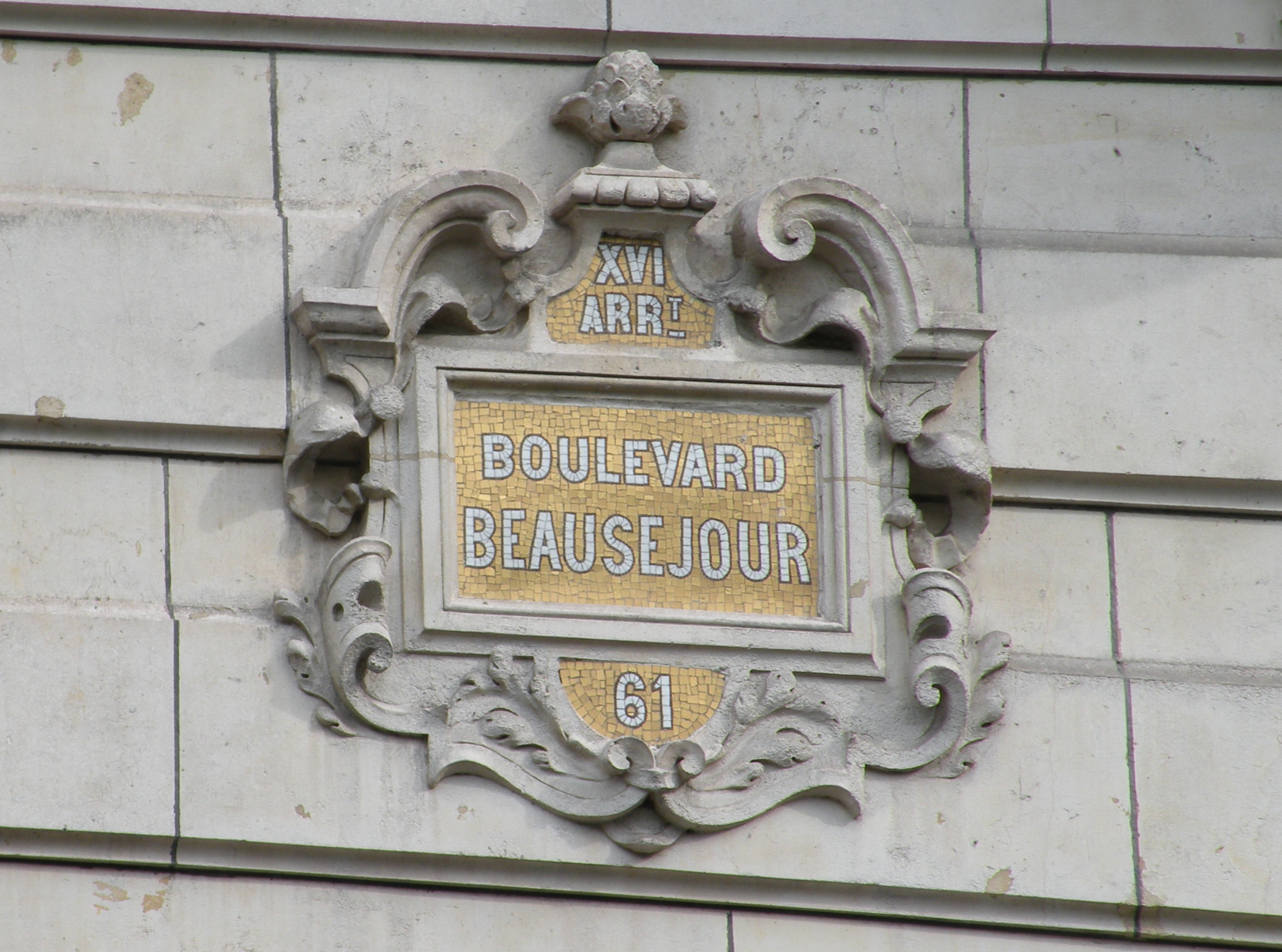
Plaque de rue.

Cette voie doit son nom à l'ancien parc de Beauséjour, qu'elle longeait. Le jardin du Ranelagh en est un vestige.
Le parc de Beauséjour accueillait des pavillons champêtres construits à la place d'écuries royales, encerclés d'arbres. De nombreuses personnalités y résidèrent : François d'Aix de La Chaise, qui fit aménager une retraite au niveau de l'actuel no 1 du boulevard ; Juliette Récamier, sous le Premier Empire ; François-René de Chateaubriand, qui plancha sur ses Mémoires d'outre-tombe ; Rossini vers 1829, qui organisait des soirées musicales ; la princesse de Talleyrand en 1817, la princesse Dorothea von Benckendorff, la marquise d'Aguesseau ainsi que l'historien Jean-Jacques Ampère.
Le percement de l'avenue Mozart en 1867 scinde ce parc en deux.

## Historique

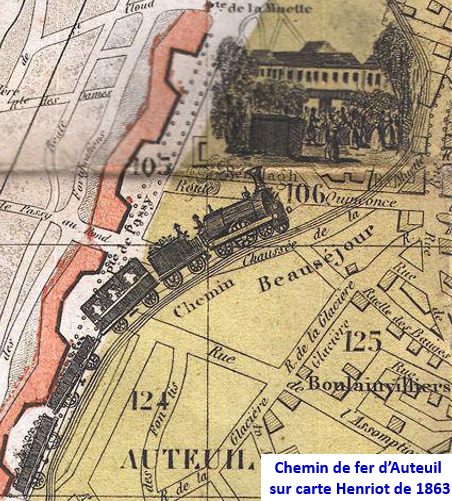
Le chemin de fer sur un plan de 1863.

Cette voie de l'ancienne commune de Passy est ouverte, en 1853, par la Ville de Paris et la Compagnie du chemin de fer de Paris à Saint-Germain lors de l'établissement du chemin de fer d'Auteuil. Bordant le parc, elle est aménagée à la place d'un chemin de ronde du bois de Boulogne, mentionné sous le nom de « route de ronde à Auteuil » en 1847.

## Bâtiments remarquables et lieux de mémoire
Sur le côté nord du boulevard, l'ancienne ligne d'Auteuil intégrée en 1867 dans la ligne du chemin de fer de la Petite Ceinture est devenue aujourd'hui le parc de la Petite Ceinture du 16e. Le jardin du Ranelagh s'étend sur l'autre côté de l'ancien chemin de fer.
- Au croisement avec la chaussée de la Muette : gare de Passy-la-Muette.
- Nos 5-7 : villa de Beauséjour. À l'intérieur : quatre datchas  de l'exposition de 1867, dont l'une est réellement venue, en pièces détachées, de Saint-Pétersbourg[2]. L'écrivain Paul Margueritte (1860-1918) y a vécu[3]. L'architecte Adolphe Alphand y a vécu et y est décédé en 1891 (voir plaque à son nom).
- No 19 : l'ancien président de la République française Albert Lebrun y vit de 1945 à sa mort, en 1950[1], dans un appartement d'une dizaine de pièces[4] ; une plaque commémorative lui rend hommage.
- No 21 : le résistant Jacques-Henri Simon y vécut ; une plaque lui rend hommage.
- No 23 : un des sites du lycée privé Fides, créé en 1934[5], le cours Beauséjour. Avenue Vion-Whitcomb, voie privée.
- No 43 : le sculpteur Emmanuel Frémiet y habita[1]. Laure Albin-Guillot y tint son studio photographique de 1929 à 1955.
- No 47 : le philosophe Henri Bergson y vit jusqu'à sa mort, en 1941[1] ; une plaque lui rend hommage. Dans les années 1920, il avait vécu dans le même quartier, 32 rue Vital[6].
Le peintre Wifredo Lam y vit jusqu'à sa mort, en 1982[7],[8].
- No 51 : Roger Sommer y vécut.
- No 59 : l'architecte Louis Salvan y vit en 1908[9] jusqu'à son décès (au 31, boulevard de Bonne-Nouvelle). C'est l'une de ses constructions signées. Au coin de la rue du Ranelagh, où il a aussi signé.
- No 61 (et 141, rue du Ranelagh) : immeuble d’angle de 1900-1901 avec motifs ornementaux évoquant le Moyen Âge et la Renaissance[10] signé par l'architecte Émile Bainier[11].

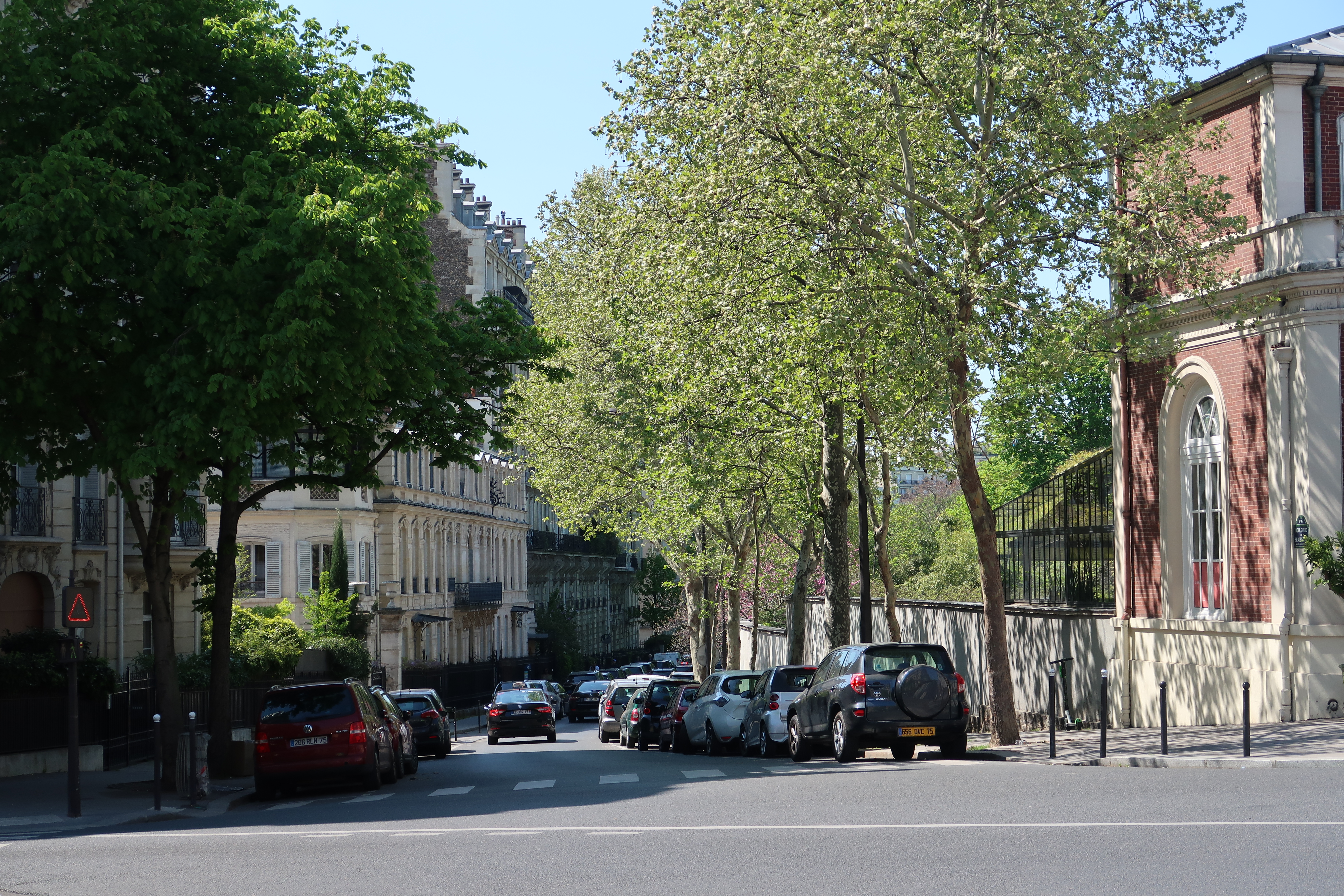
Vue depuis La Muette, avec l'ancienne gare à droite.
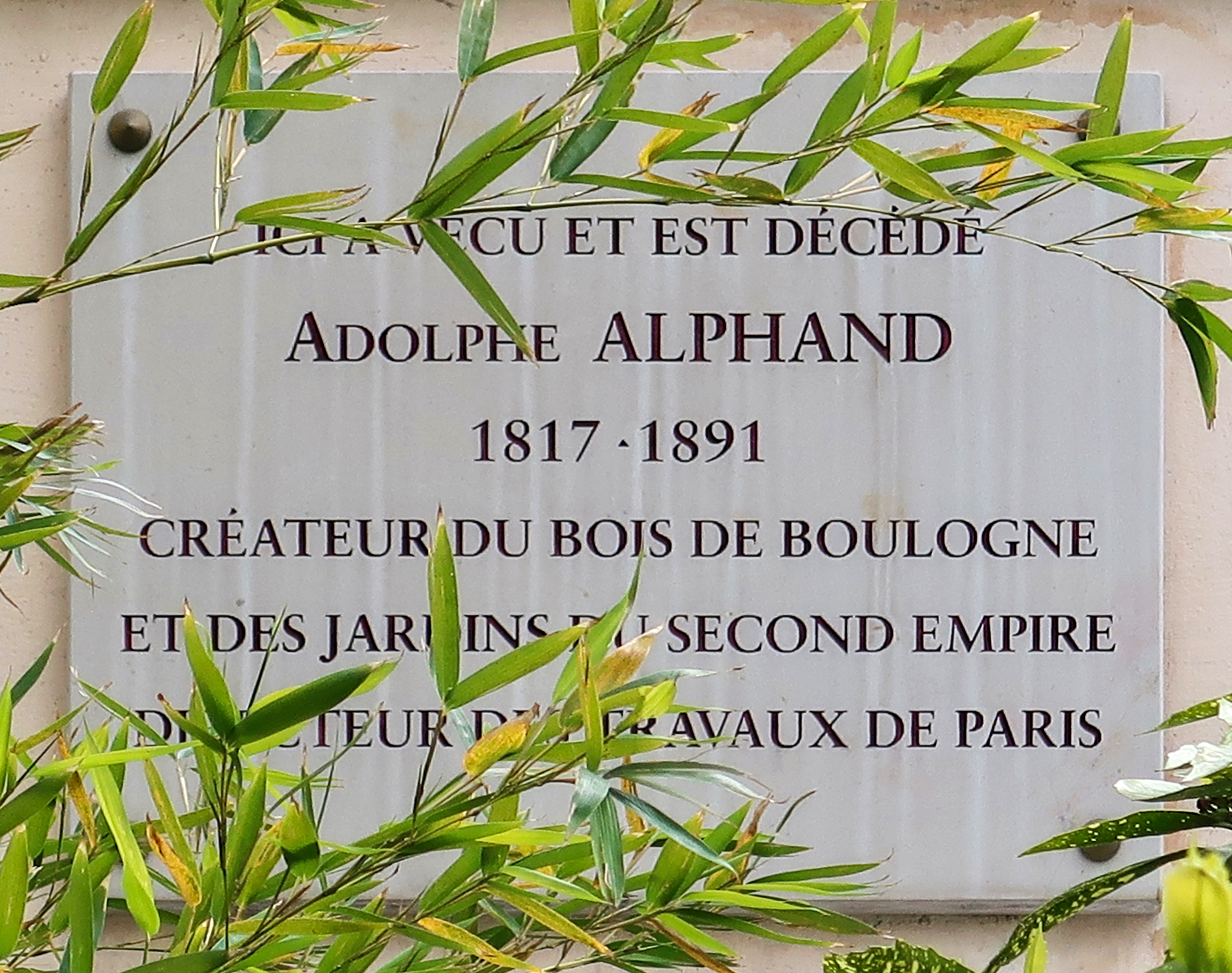
Plaque villa Beauséjour.
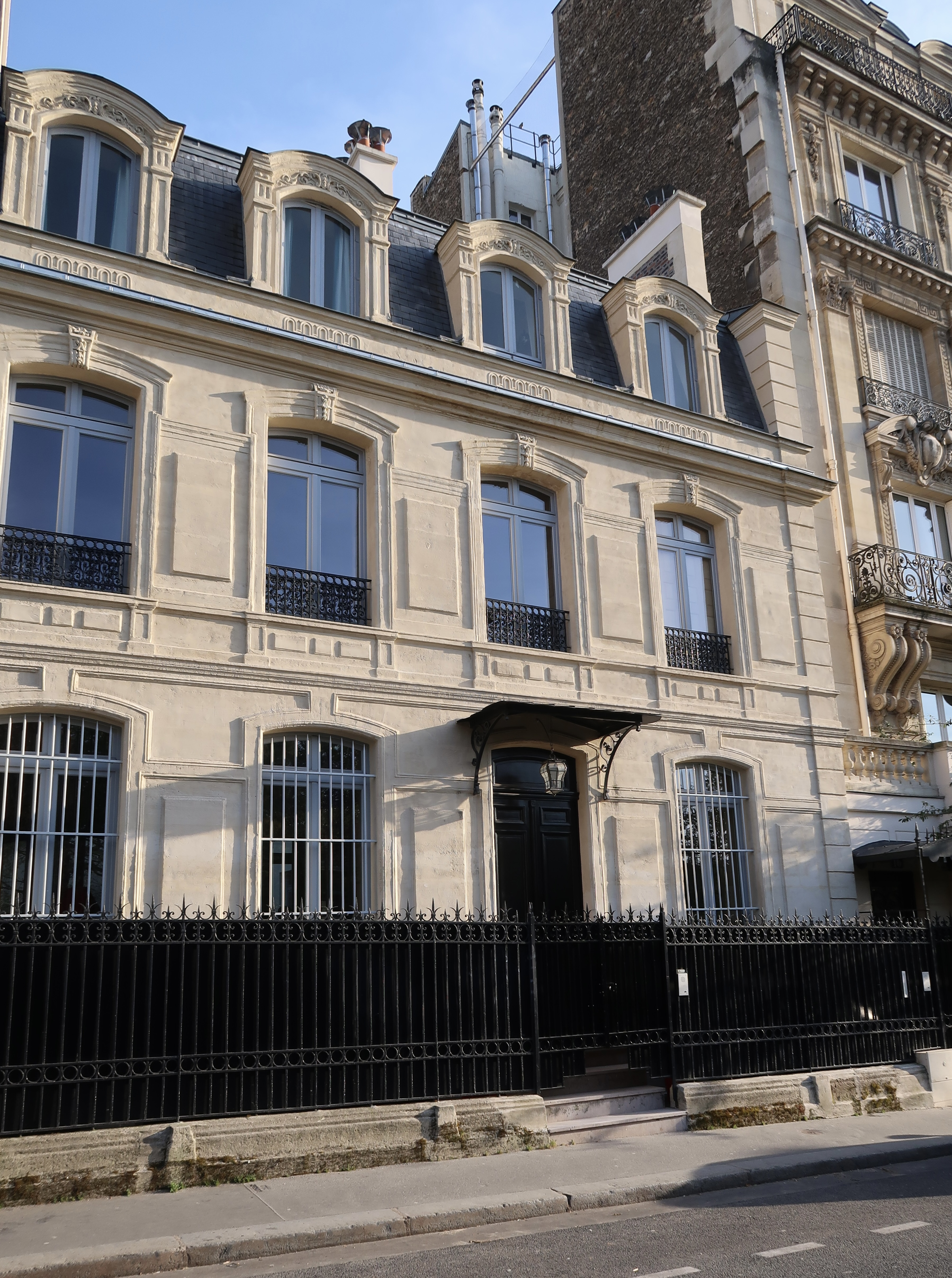
No 13.
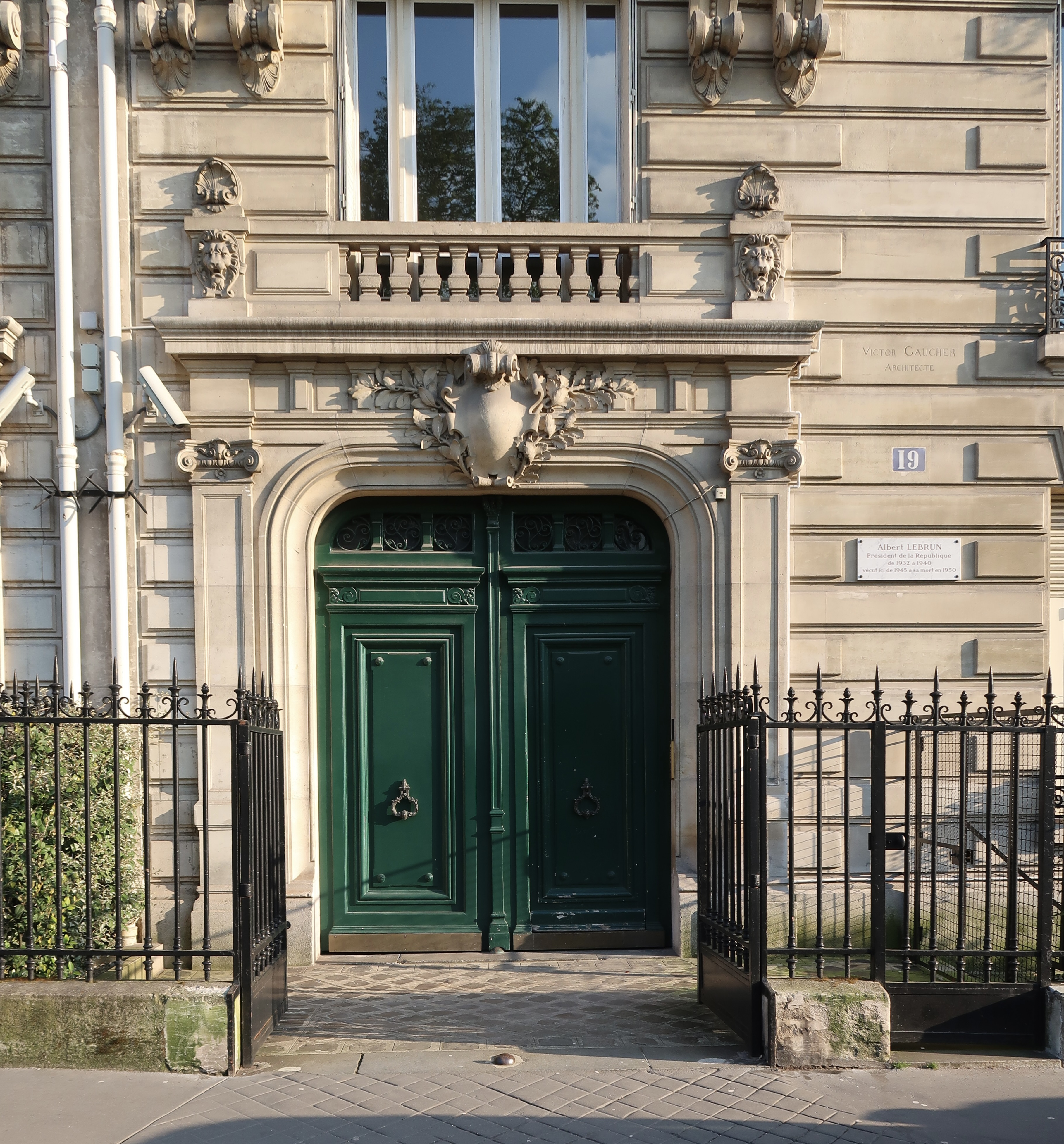
No 19.
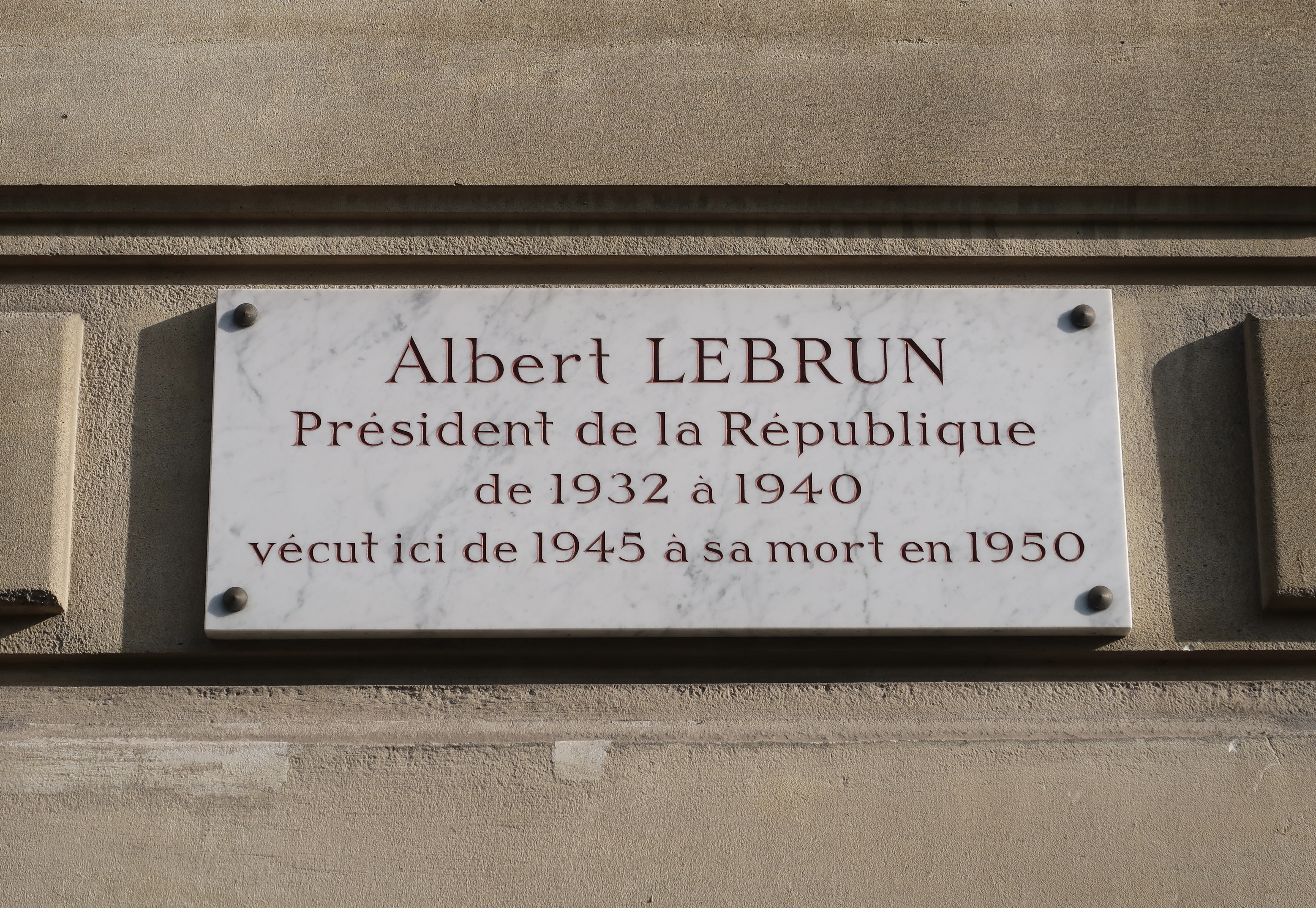
Plaque au no 19.
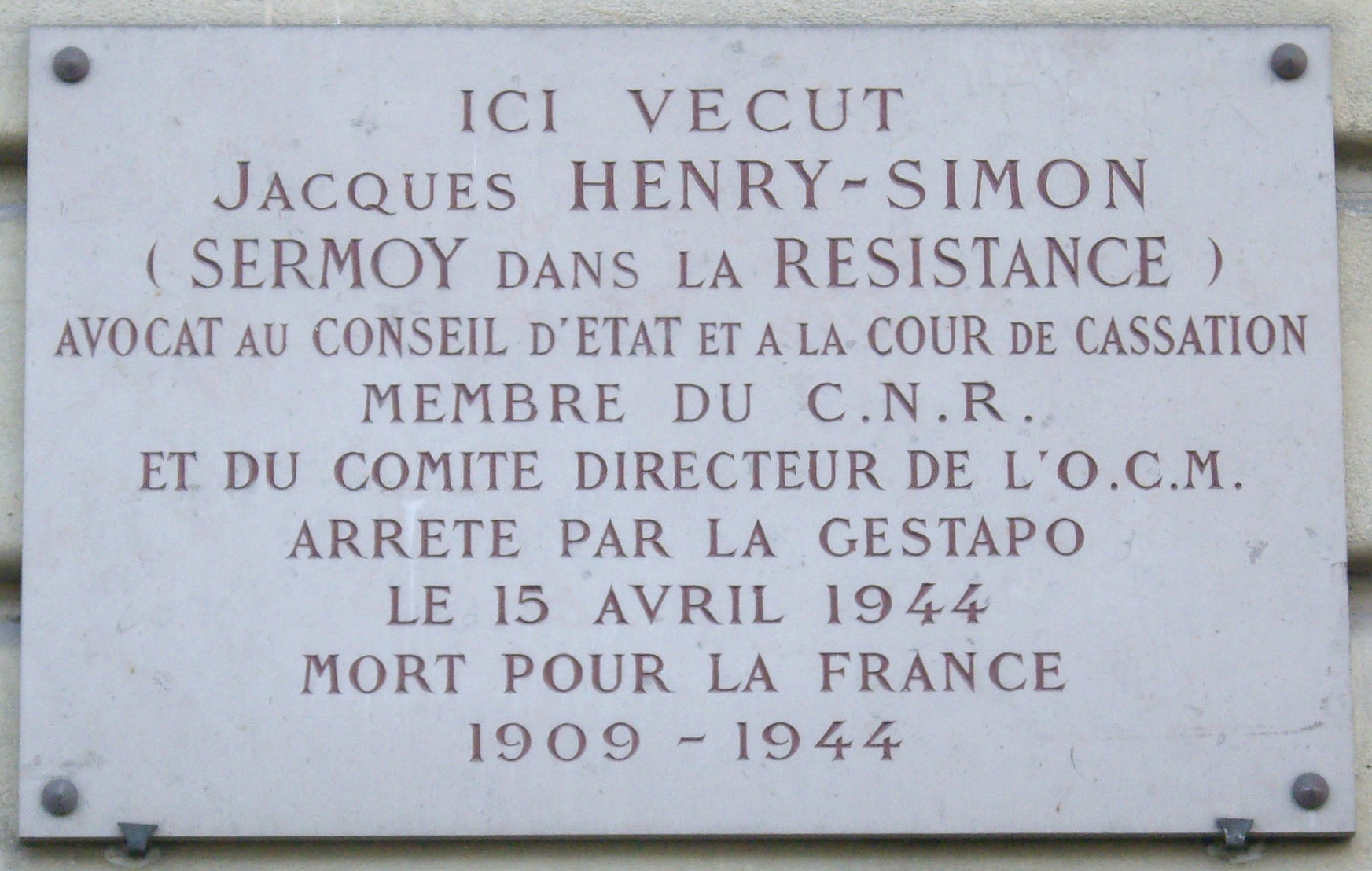
Plaque au no 21.
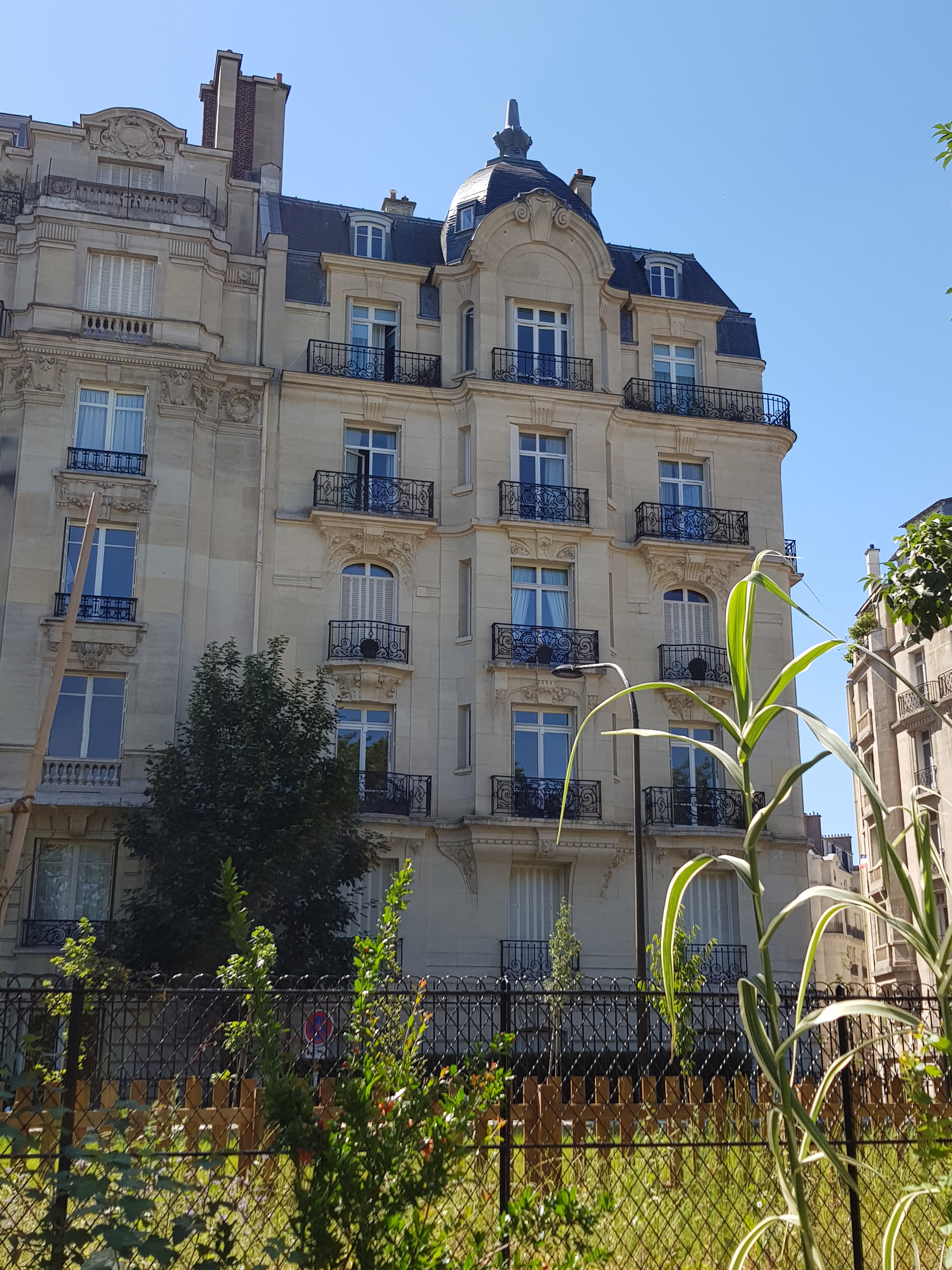
Le no 23, vu du jardin du Ranelagh.
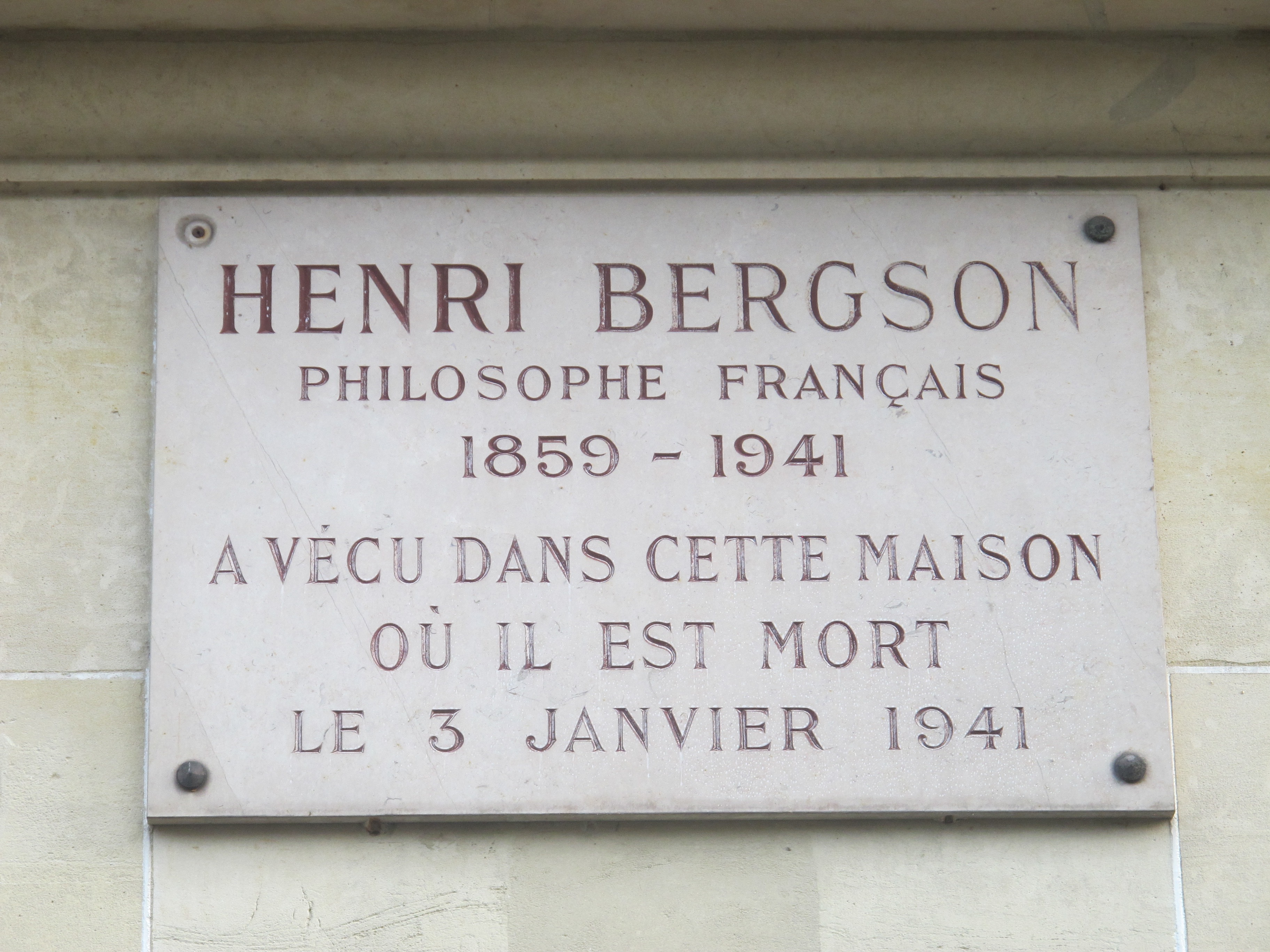
Plaque au no 47.
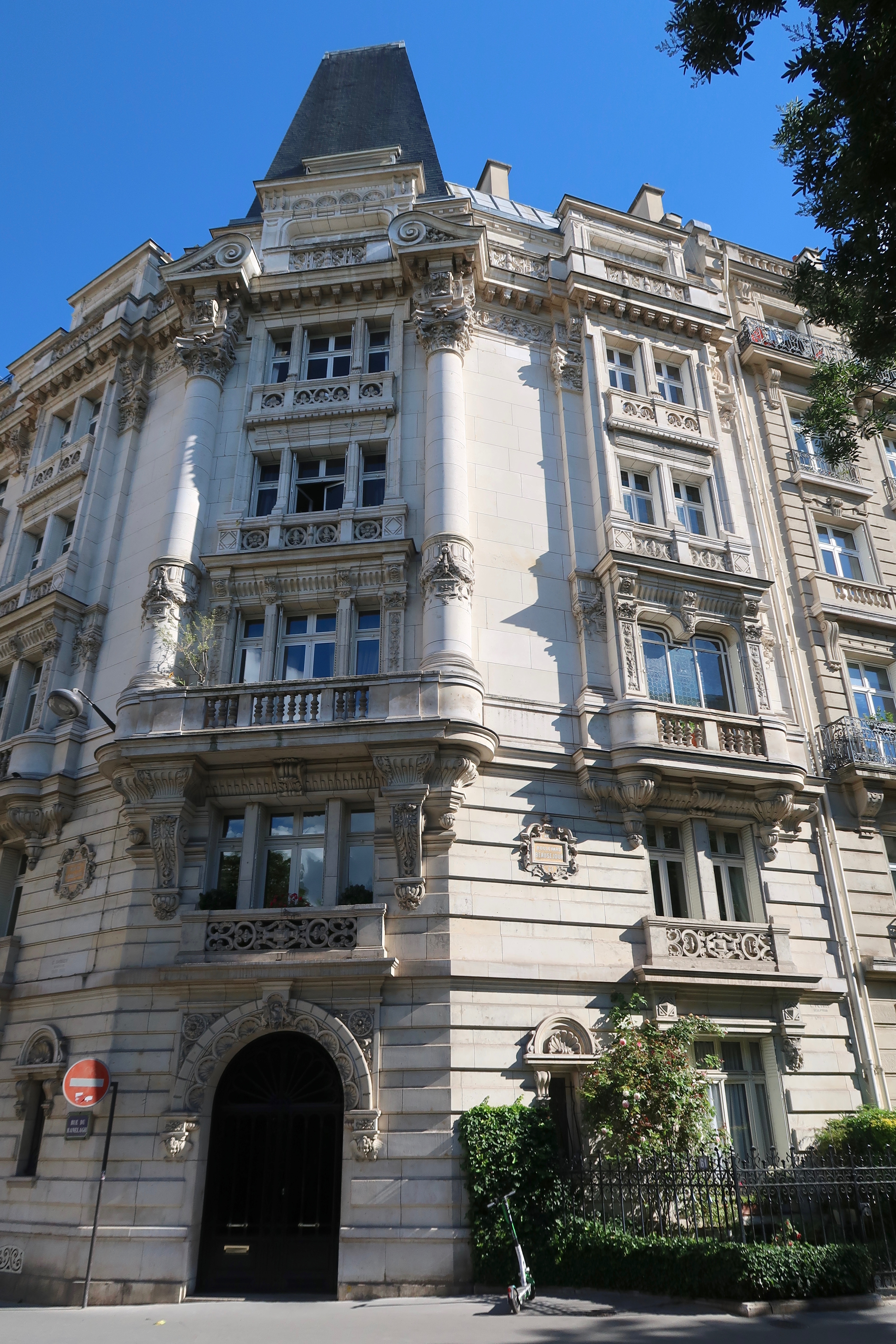
No 61.

### Bâtiment démoli
- No 42 : à cette adresse se trouvait une école tenue par des Frères maristes ; à la suite de la parution du décret interdisant les écoles congréganistes, elle est fermée en 1902[12].